# Christian Hölbling

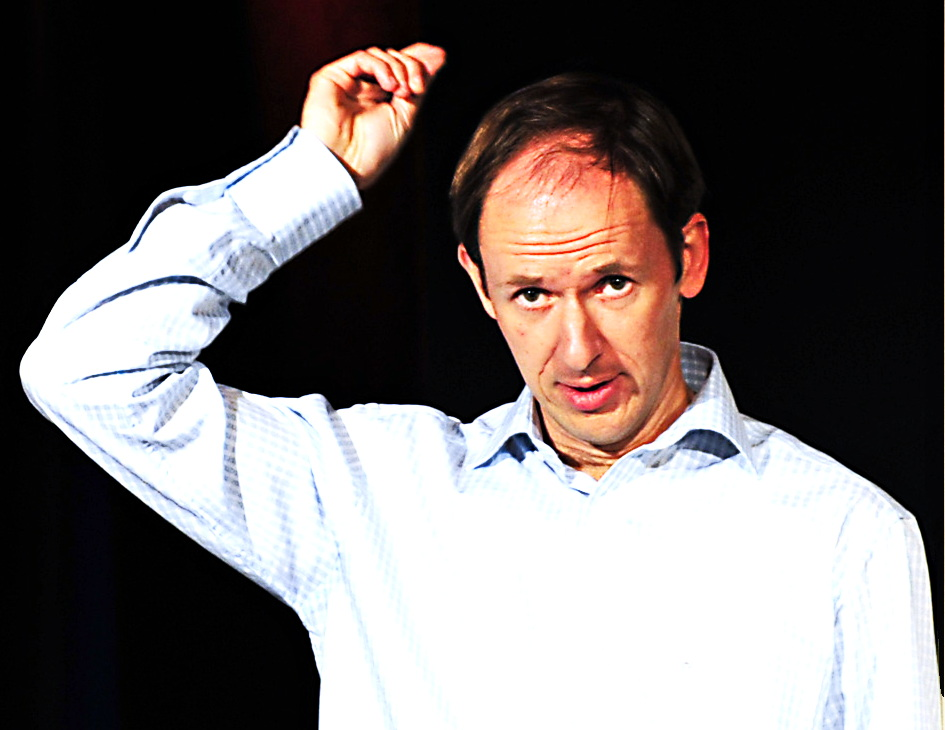
Christian Hölbling, 2009

Christian Hölbling (* 21. Juni 1972 in Bruck an der Mur) ist ein österreichischer Kabarettist, Autor und Musiker. Er lebt seit 2001 in Kärnten.

## Leben
Christian Hölbling maturierte 1991 an der Handelsakademie Bruck/Mur, wo er auch erste kabarettistische Erfahrungen sammelte. Nach der Matura war er als Kabarettist, Journalist und Kulturmanager tätig.
Seit 1991 ist er als Solokabarettist unterwegs. Für sein erstes Stück G’schichterln für’s Herzerl wurde er 1992 mit dem Nachwuchspreis Grazer Kleinkunstvogel ausgezeichnet. Mit seiner Kunstfigur Helfried, einem staubtrockenen sadistischen Studienrat, begann Hölbling 2000 eine Komik-Programm-Reihe, die vielfach ausgezeichnet wurde. In dieser Rolle war Hölbling auch mehrfach in deutschsprachigen Ländern im Fernsehen sowie auf zahlreichen Bühnen zu sehen.
Er leitete das von ihm begründete Internationale Humorfestival Velden von 2009 bis 2018 und engagierte sich von 1998 bis 2020 als Dr. Tiloff bei den Rote Nasen Clowndoctors.
Seit 2016 moderiert er in seiner Kunstfigur regelmäßig die Talkshow Helfrieds Strenge Kammer mit vier Gästen und einer Live-Jazzband, unter anderem in den Klagenfurter Kammerlichtspielen und im Klagenfurter Stadttheater. Seit 2016 veröffentlicht Hölbling seine monatliche Glosse Gedankenspiele in der Kleinen Zeitung.
Von 2017 bis 2019 moderierte er auf Puls 4 als Amtsrat Helfried die Sendung Vurschrift is Vurschrift, in der skurrile Beamtengeschichten satirisch bearbeitet werden.
2019 präsentierte er sein Album Lieder nahe am Wasser mit eigenen Liedern und ein dazugehöriges Programm mit Jazztrio. 2020 veröffentlichte er sein Buch Ins Astloch gemurmelt im Wieser-Verlag, eine Sammlung von Glossen und Satiren. Auf das Soloprogramm Deppendiplom (Regie: Andi Peichl) folgte im Januar 2025 das Programm zum 25-jährigen Jubiläum der Kunstfigur Helfried: Helfried - Unverändert NEU! gemeinsam mit Maria Weichesmüller.

## Kabarettprogramme
Soloprogramme:
- 1991: G’schichterln für’s Herzerl
- 1993: Der Einlauf
- 1996: Volldampf
- 1998: Wunderwelt
- 2000: Helfried kommt!
- 2004: Helfried heiratet!
- 2008: Helfried, bitte melde dich!
- 2010: Die große Helfried Gala
- 2015: Ich kann auch anderst!
- 2021: Deppendiplom
- 2025: Helfried - Unverändert NEU! (mit Maria Weichesmüller)

Orchester-Programm:
- 2021: Helfried singt!

Duo-Programm:
- 2023: Wenn die Beziehungskerze brennt mit Brigitte Souček. Am Klavier: Fabian Mang

## Diskografie
- 2003: Helfried kommt!, Kein & Aber Records, CD, ISBN 978-3-0369-1207-3
- 2010: Die große Helfried-Gala, Hoanzl, DVD
- 2019: Lieder nahe am Wasser, ATS-Records, CD

## Andere Werke
- 2009: Hauptrolle in der TV-Spielfilm-Doku Erzherzog Johann – Visionär und Menschenfreund
- 2012 und 2013: künstlerische Leitung des Wörthersee-Openings
- 2012 bzw. 2014/2015: Regie bei Kabarettprogrammen von Ludwig W. Müller
- 2013: Entwicklung des Brettspiels Wörthersee-DKT
- 2013–2015: Entwicklung der ORF-TV-Dokumentation Der Porzellankönig vom Wörthersee über Ernst Wahliss, der in Pörtschach der Österr.-Ungar. Monarchie größte Tourismusanlage und ab 1891 das Schlosshotel Velden errichtete[3]
- 2016: Entwicklung der Talkshow "Helfrieds Strenge Kammer"
- 2020: Musik-Kabarett-Programme Helfried singt! mit dem Orchester Thomas Reymond
- 2020 Herausgabe des Kabarettbuchs Ins Astloch gemurmelt
- 2020 Regie beim Kabarettprogramm Unverpackt von Ludwig W. Müller

## Preise
- 1992: Kabarettnachwuchspreis Grazer Kleinkunstvogel
- 2000: Münchner Tollwood-Künstlerpreis
- 2000: Zürcher Trophée Perrier Comedy Award
- 2001: Wiener Kabarett Förderpreis
- 2002: Prix Pantheon
- 2003: Hessischer Kleinkunstpreis
- 2004: Hamburger Comedy Pokal